# Sofia Arkelsten

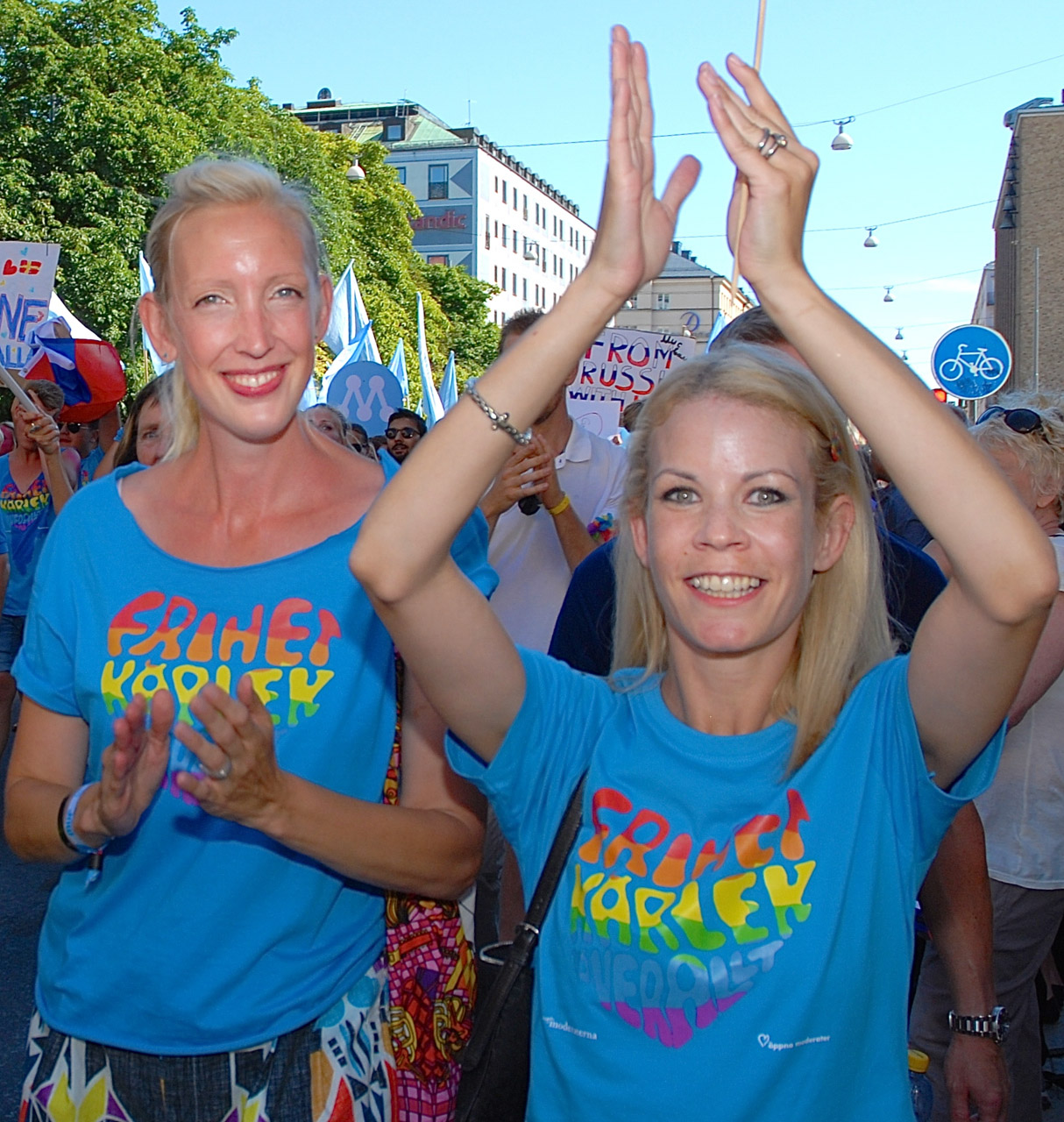
Prideparaden under Stockholm Pride 2013. Från vänster: Sofia Arkelsten, Anna König Jerlmyr.

Hanna Sofia Margareta Arkelsten, född 6 december 1976 i Vällingby, Stockholms län, är en svensk politiker (moderat). Hon var riksdagsledamot 2006–2018, invald för Stockholms kommuns valkrets, och ordförande för riksdagens utrikesutskott 2012 och 2013–2014. Hon var även Moderaternas partisekreterare 2010–2012.

## Arbetsliv
Tidigare har hon arbetat på Svensk Handel och som informationschef på Ica Sverige.
Hon var tidigare aktiv inom kommunpolitiken i Stockholm, bland annat inom miljö- och hälsoskyddsnämnden, Maria-Gamla stans stadsdelsnämnd och kommunfullmäktige. Hon var 1998–1999 ordförande för studentföreningen Fria Moderata Jurister, nuvarande Högerjuristerna.

### Riksdagsledamot
Arkelsten blev riksdagsledamot (statsrådsersättare för Beatrice Ask) för Stockholms kommuns valkrets i oktober 2006. I november 2006 blev hon istället statsrådsersättare för Fredrik Reinfeldt, vilket hon var tills hon blev ordinarie riksdagsledamot i september 2007.
I riksdagen var Arkelsten ordförande i utrikesutskottet 2012 och 2013–2014 (även ledamot i utskottet 2012–2018). Hon var ledamot i miljö- och jordbruksutskottet 2006–2010, EU-nämnden 2008–2010, utrikesnämnden 2012–2014 och krigsdelegationen 2013–2018. Hon var även suppleant i arbetsmarknadsutskottet, EU-nämnden, miljö- och jordbruksutskottet och socialutskottet.
Hon var miljöpolitisk talesperson för Moderaterna 2006–2010.

### Partisekreterare
Arkelsten efterträdde Per Schlingmann som partisekreterare i oktober 2010. Den 20 april 2012 meddelade Moderaterna att Arkelsten avgår med omedelbar verkan.

### Kontroverser
I oktober 2010 uppdagades det att Arkelsten i sin egenskap av miljöpolitisk talesman för Moderaterna år 2008 låtit sig bjudas på en resa betalad av företaget Shell till en tävling för studenter i den sydfranska staden Pau, där studenterna tävlade i att utveckla bränslesnåla bilar. Hon bjöds på flygbiljetter, mat och hotellrum. Efter mediarapportering om denna resa granskade överåklagare Gunnar Stetler uppgifterna, men beslutade att någon förundersökning inte skulle inledas, då det inte fanns någon anledning till misstanke om mutbrott.
I oktober 2011 blev Arkelsten anklagad för historieförfalskning då hon påstod att Moderaterna var drivande i frågan angående införandet av fri och lika rösträtt. Efter att en journalist på Dagens Nyheter påvisat det felaktiga i hennes påstående tog hon tillbaka uttalandet och bad om ursäkt för det förhastade svaret. Uttalandet kritiserades av flera ledamöter i riksdagen.
I november 2011 blev Arkelsten anklagad för att ha plagierat delar i en debattartikel. Artikeln beskriver tydligt hur moderaterna ser på framtida äldrevårdspolitik. Det framgick inte av artikeln att det var kristdemokrater på Socialdepartementet som tagit fram materialet.[källa behövs] Artikeln undertecknades av Sofia Arkelsten och Mats Gerdau.

## Privatliv
Sofia Arkelsten är uppvuxen i Hässelby i västra Stockholm. I april 2011 gifte hon sig med Olof Torvestig. och tillsammans har de en dotter född 2012. Arkelsten bor på Kungsholmen i Stockholm. Hon är vegetarian.
Den 16 oktober 2014 gick Arkelsten ut offentligt med att hon drabbats av den kroniska sjukdomen multipel skleros (MS).